# 魔王迷宫 (1987年游戏)
《魔王迷宫》是一款由Atlus制作、德間書店发行的动作类游戏。 本游戏于1987年1月7日在日本地区FC游戏机发行。
本游戏根据同名电影《魔幻迷宫》制作，玩家控制着主人公莎拉。游戏的目的是收集12个金币。